# Arthur Berriedale Keith

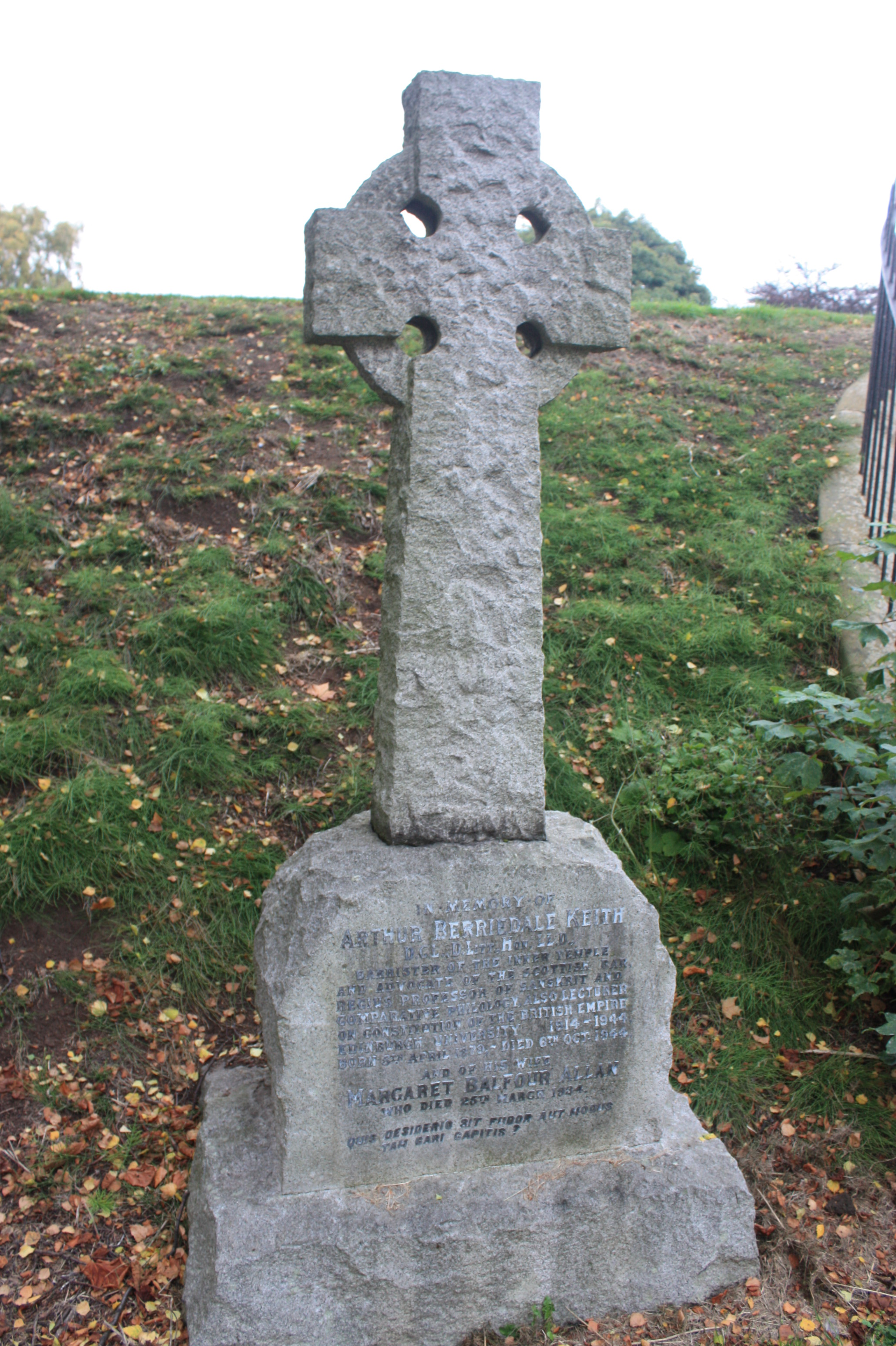
Sepulcro de Arthur Berriedale Keith, localizado no Cemitério Grange, em Edimburgo

Arthur Berriedale Keith (1879–1944) foi um advogado constitucionalista , estudioso de sânscrito e indólogo. Foi Regius Professor of Sanskrit and Lecturer in Constitutional History na Universidade de Edimburgo.

## Biografia
Arthur Berriedale Keith nasceu em Edimburgo, o quarto filho e terceiro filho de Davidson Keith (1842–1921), um agente de publicidade, e Margaret Stobie Keith, nascida Drysdale (1851–1911). Todos os seus cinco irmãos estavam associados ao Império Britânico na Birmânia e na Índia: Sir William John Keith KCSI, ICS, foi governador interino da Birmânia em 1925, Steuart Keith (falecido em 1925) foi juiz de sessões na Birmânia, Alan Davidson Keith (falecido em 1928) foi advogado na Birmânia. Ambas as irmãs se casaram com expatriados britânicos na região.
Keith foi educado na Royal High School, Edimburgo, na Universidade de Edimburgo (MA 1897; DLitt 1914) e Balliol College, Oxford (BA 1900; BCL 1905; DCL 1911). Em Oxford, ele se destacou em Moderação Clássica (1899), em Sânscrito e Pali (1900) e em Literae humaniores (1901). Ele foi chamado para a ordem dos advogados pelo Inner Temple em 1904 e tornou-se membro da Faculdade de Advogados em 1921.
Ele ingressou no Escritório Colonial como escriturário em 1901, tendo ficado em primeiro lugar nos exames do serviço público doméstico e indiano; Dizia-se que ele recebeu as notas mais altas de todos os tempos. Ele permaneceu no departamento até 1914, exceto por um período com os Agentes da Coroa de 1903 a 1905. De 1912 a 1914, ele foi secretário particular do subsecretário permanente, Sir John Anderson.
Em 1914, tornou-se Professor Regius de Sânscrito e Filologia Comparada na Universidade de Edimburgo. Em 1927, ele também se tornou professor sobre a Constituição do Império Britânico.
Keith foi eleito Membro Internacional da Sociedade Filosófica Americana em 1935.  Keith foi premiado com um LLD honorário da Universidade de Leeds em 1936. Ele foi eleito membro da Academia Britânica em 1935, mas renunciou em 1939.

Ele está enterrado no cemitério Grange em Edimburgo com sua esposa, Margaret Balfour Allan (falecida em 1934). A sepultura fica no lado sul das abóbadas centrais, adjacente ao arco central através das abóbadas.